# Château de Montvoie
Le château de Montvoie est un château situé à Montvoie dans la commune jurassienne du Clos du Doubs en Suisse. Il est listé comme bien culturel d'importance nationale.

## Situation
Le château de Montvoie est situé sur un rebord de la chaîne du Lomont à proximité de la vallée du Doubs.

## Histoire
Selon un document de 1284, les comtes de Neufchâtel cèdent le château au chevalier Richard de Vendlincourt. Il passe au XIVe siècle à Simon de Saint-Aubin mais, à cause de sa cruauté, des hommes armés venus de Porrentruy et de Saint-Ursanne brûlent le château pendant son absence. Le bâtiment est reconstruit et passe par héritage aux de Tavannes qui l'agrandissent et le consolident. Après l'extinction de cette famille, il revient aux de Grandvillers. En 1570, Jean Conrad de Grandvillers est tué par un Bourguignon et le château est inféodé à son beau-frère Jean Erard de Reinach qui n'a pas d'enfant. Un mur d'enceinte et des tours d'artillerie sont ajoutés au cours du XVIe siècle mais le château est endommagé pendant la guerre de Trente Ans et n'est plus remis en état.
Les seuls vestiges subsistant actuellement sont envahis par la végétation. Le château est listé comme bien culturel d'importance nationale.